# Sazdice
Sazdice (Hongaars: Százd) is een Slowaakse gemeente in de regio Nitra, en maakt deel uit van het district Levice.
Sazdice telt 485 inwoners.